# Thomas Eberhard von Ilten
Thomas Eberhard von Ilten (geboren 20. Februar 1685 auf dem Stammgut in Gestorf; gestorben 17. Januar 1758)
war ein deutscher Offizier, Wirklicher Geheimer Kriegsrat,  „General Kriegs Commissar“ und Generalkriegskommandant sowie Landdrost zu Osterode.
In der Korrespondenz des Universalgelehrten Gottfried Wilhelm Leibniz findet sich von Iltens Name als Teil des Weltdokumentenerbes der UNESCO.

## Leben

### Familie
Thomas Eberhard von Ilten war ein Abkömmling aus dem alten niedersächsischen Adelsgeschlechtes von Ilten. Seine Eltern waren der Wirkliche Geheime Rat und Gesandte zu Berlin und Dresden Jobst Hermann von Ilten (1650–1730) und dessen am 23. November 1682 in Wedesbüttel geheirateter Frau Hedwig Lucia Grote (1649–1727), Tochter des fürstlich cellischen Wirklichen Rates und Großvogtes Thomas Grote und dessen am 30. November 1634 auf Schloss Sonderburg geheirateter Frau Bertha Catharina von Ahlefeldt.
Von Ilten war der zweitgeborene Sohn des Ehepaares und hatte vier Geschwister;
- den älteren Bruder Ernst August von Ilten (1684–1740) wurde Hof-Richter zu Hannover und Calenberger Landrat;
- Schwester Eleonore Lucia von Ilten (1688–1751); sie wurde Hofdame der Kronprinzessin Sophie Dorothea von Preußen;
- Johann Georg von Ilten (1688–1741); dieser diente als Generalleutnant
- und Dorothea Emilie (?–1732); sie starb als Konventualin im Kloster Marienwerder.[5]

### Werdegang
Thomas Eberhard von Ilten war zur Zeit des Kurfürstentums Braunschweig-Lüneburg Mitglied der Landschaft des Fürstentums Calenberg. Er wurde nach dem Tod seines älteren Bruders Ernst August Erbherr des von der Familie von Ilten in Gestorf gelegenen Rittergutes, das schon von seinem Ur-Ur-Urgroßvater Buchard von Ilten besessen wurde und das nach von Iltens Tod durch den Licentcommissar Johann Burchard von Ilten vertreten wurde.
Thomas Eberhard besuchte – ähnlich wie sein Bruder Ernst August – die Ritterakademie in Lüneburg, in der er am 23. Mai 1702 seine Studien beendete. Er widmete sich dann zunächst einer militärischen Laufbahn als Offizier: Unter General von Bülow kämpfte er „rühmlich in den Niederlanden“, wurde nach der Schlacht bei Oudenaarde in den Rang eines „Major de Brigade“ erhoben und kehrte während des Spanischen Erbfolgekrieges im Zuge der angestrebten Friedenskonvention von Rastatt schon 1713 mit den hannoverschen Truppen in seine Heimat zurück.
Das sich von Iltens Talente vor allem in Kommissarischen Angelegenheiten zeigte, setzte sich sein Vater für dessen Anstellung in der hannoverschen Kriegskanzlei ein; ein Ansinnen, das durch Fürsprache des mit den von Iltens verwandten Großvogtes von Bülow bei dem Kurfürsten Georg Ludwig von Braunschweig-Lüneburg Erfolg hatte. Da sich die höheren Beamten des Collegiums der Kriegskanzlei hinsichtlich der Einsetzung von Iltens jedoch übergangen fühlten und im Streit darüber dessen Einführung in die Länge zogen, ließ der Landesfürst den Kriegssekretär Johann von Hattorf zwecks Berichterstattung rufen und war dann so erzürnt, dass er die Einführung von Iltens am Folgetag anordnete. Nachdem von Iltens Vater zum Dank beim Kurfürsten vorsprach, erhob dieser Thomas Eberhard von Ilten 1714 unverzüglich zum Kriegsrat, der in dieser Funktion seinem Vater unterstellt war.
Zu Beginn der Personalunion zwischen Großbritannien und Hannover setzte Thomas Eberhard von Ilten im Gefolge seines Landesherrn nach London über, wo er mindestens drei Jahre wirkte. Um das Jahr 1718 konnte von Ilten in London ein „Memoire“ seines Vaters an den König überreichen. Dieses behandelte nach einem verlorenen Rechtsstreit mit dem Oberjägermeister von Mutscheval die ursprünglich 1456 verliehenen und dann rund zwei Jahrhunderte ausgeübten umfangreichen Rechte und Privilegien rund um das Iltensche Gut in Gestorf, die der König von Großbritannien dann am 6. Juni 1721 restituierte.
Kurz zuvor war von Ilten mit Datum vom 7. Mai 1718 als Wirklicher Geheimer Kriegsrat bestallt worden, wirkte später als „General Kriegs Commissar“ beziehungsweise Generalkriegskommandant.
1738 wurde er zum Landdrost bestallt, mit Sitz zu Osterode am Harz, wo er zuständig war für das gesamte Fürstentum Grubenhagen.

## Nachlass
Ab 1736 war von Ilten involviert in die Regulierung des von Iltenschen Fideikommisses, die bis 1781 andauerte. Ab 1749 datieren Verzeichnungen über das Testament von Iltens und das „nach Abgang der Familie v. Ilten der Ballei Sachsen heimfallende Fideikommiss“, während von Thomas Eberhard von Ilten sein Testament auf den 4. Januar 1758 datierte.
Nach dem Tod von Thomas Eberhard von Ilten gelangte ein von ihm selbst bestimmter Nachlass als Legat an die königlich-kurfürstliche Bibliothek in Hannover, die heutige Gottfried Wilhelm Leibniz Bibliothek – Niedersächsische Landesbibliothek (GWLB). Der Bestand ist „von regionalem wie überregionalem historischen Interesse, vor allem für die Diplomatie-, Militär- und Verwaltungsgeschichte“ und bildet „eine der bedeutendsten frühneuzeitlichen Sammlungen der GWLB.“
Im Rahmen einer Projektförderung durch das Niedersächsische Ministerium für Wissenschaft und Kultur wird der in der GWLB befindliche Nachlass von Iltens in Kooperation mit der Professur für Geschichte der Frühen Neuzeit – Inhaberin ist die Historikerin Jutta Nowosadtko – an der Helmut-Schmidt-Universität/Universität der Bundeswehr Hamburg, erschlossen und digitalisiert. Insgesamt sollen so rund 38.000 Seiten gescannt und mehr als 2.000 Dokumente erfasst und in der nationalen Nachlassdatenbank Kalliope erstmals vollständig katalogisiert werden. Teile 54 Bände umfassende Sammlung von Kriegskommissariat und Landsachen sollen zudem über die Plattform Transkribus aufgearbeitet werden.
Das Digitalisierungsprojekt umfasst auch Nachlassteile anderer Mitglieder aus der Familie von Ilten, beispielsweise den 8 Bände umfassenden Schriftverkehr des Vaters und Diplomaten Jobst Hermann von Ilten, die 4 Bände umfassende Korrespondenz des jüngeren Bruders und Generals Johann Georg von Ilten sowie ein dreibändiges Tagebuch des älteren Bruders und Hofrichters Ernst August von Ilten. Zudem finden sich in Iltens Nachlass umfangreiche Manuskripte von Werken weiterer Personen wie Alexander von der Schulenburg, außer dem „Briefe und Autografen unterschiedlichster Verfasserinnen und Verfasser“.

## Archivalien
Archivalien von und über Thomas Eberhard von Ilten finden sich beispielsweise
- im Niedersächsischen Landesarchiv (Abteilung Hannover)
  - für die Laufzeit 1718 unter dem Titel Ilten, Thomas Eberhard von: Bestallung als wirkl. Geheimer Kriegsrat, Archivsignatur NLA HA Hann. 92 Nr. 2654[15]
  - für die Laufzeit 1738: Bestallung des General-Kriegs-Kommissars von Ilten zum Landdrosten im Fürstentum Grubenhagen; Archivsignatur NLA HA Cal. Br. 3 Nr. 215[8]
- im Niedersächsischen Landesarchiv (Abteilung Wolfenbüttel) folgende Verzeichnisse:
  - für die Laufzeit 1736 bis 1781: Regulierung des von Iltenschen Fideikommisses, Archivsignatur NLA WO 8 N II Nr. 309a[16]
  - für die Laufzeit 1749–1778: Das Testament des Generalkriegskommissars und Landdrosten v. Ilten und das nach Abgang der Familie v. Ilten der Ballei Sachsen heimfallende Fideikommiss, enthaltend unter anderem eine Stammtafel v. Ilten; Archivsignatur NLA WO 8 N II Nr. 304 (alte Archivsignatur Nr. 250)[11]
  - für die Laufzeit 1758–1759: Das v. Iltensche Testament und was deshalb ergangen, Archivsignatur  NLA WO 8 N II Nr. 307[17]
  - für die Laufzeit 1759: Inventarium von allem, was unter dem von weild. Generalkriegskommissar und Landdrost Thomas Eberhard v. Ilten durch am 4. Januar 1758 errichteten letzten Willen verordneten Fideikommiss begriffen ist samt beigefügter Taxation der Immobilien und Mobilien; Archivsignatur NLA WO 8 N II Nr. 306[12]
  - für die Laufzeit 1760–1778: Streitigkeiten mit den Testaments- und Fideikommiss-Erben des weild. Generalkriegskommissars v. Ilten in Hannover; Archivsignatur NLA WO 8 N II Nr. 308[18]